# Субгігант
Субгігант — зоря, яскравіша за звичайну зорю головної послідовності того самого спектрального класу, але не така яскрава, як зорі-гіганти. Термін субгігант застосовується як до певного класу світності, так і до етапу еволюції зір.

## IV клас світності Йеркської класифікації
Термін «субгігант» вперше був використаний у 1930 році для зір класу G і ранніх K з абсолютною зоряною величиною від +2,5 до +4. Було відмічено, що вони є частиною континууму зір між очевидними зорями головної послідовності, такими як Сонце, і явними зорями-гігантами, такими як Альдебаран, хоча й менш численні, ніж зорі головної послідовності або зорі-гіганти.
Йеркська спектральна класифікація — це двовимірна схема, яка використовує комбінацію літер і цифр для позначення температури зорі (наприклад, A5 або M1) і римська цифра для позначення світності відносно інших зір тієї ж температури. Клас світності Зорі IV — субгіганти, розташовані між зорями головної послідовності (клас світності V) і червоні гіганти (клас світності III).
Замість визначення абсолютних характеристик типовим підходом до визначення класу спектральної світності є порівняння подібних спектрів із стандартними зорями. Багато відношень ліній і профілів чутливі до сили тяжіння, і тому є корисними індикаторами світності, але деякі з найбільш корисних спектральних особливостей для кожного спектрального класу:
- O: відносна сила випромінювання N і поглинання He ii, сильне випромінювання є більш яскравим
- B: Профілі Серій Бальмера та міцність ліній O ii
- A: Профілі Серій Бальмера, ширші крила означають менше світла
- F: лінійна міцність Fe, Ti та Sr  G: Сила ліній Sr і Fe, а також ширина крил у лініях Ca, H і K
- K: Профілі ліній Ca, H і K, співвідношення ліній Sr/Fe та сили ліній MgH і TiO
- M: інтенсивність лінії Ca 422,6 нм і смуг TiO

Морган і Кінан перерахували приклади зір у класі світності IV, коли вони створили двовимірну схему класифікації:
- B0: γ Кассіопеї, δ Скорпіона
- B0.5: β Скорпіона
- B1: ο Персея, β Цефея
- B2: γ Оріона, π Скорпіона, θ Змієносця, λ Скорпіона
- B2.5: γ Пегаси, ζ Кассіопеї
- B3: ι Геркулеса
- B5: τ Геркулеса
- A2: β Aurigae, λ Великої Ведмедиці, β Змія
- A3: δ Геркулеса
- F2: δ Близнюків, ζ Змія
- F5: Проціон, 110 Геркулеса
- F6: τ Волопаса, θ Волопаса, γ Змія
- F8: 50 Андромеди, θ Дракона
- G0: η Волопаса, ζ Геркулеса
- G2: μ 2 Рака
- G5: μ Геркулеса
- G8: β Орла
- K0: η Цефея
- K1: γ Цефея

Пізніший аналіз показав, що деякі з них були змішаними спектрами подвійних зір, а деякі були змінними, і стандарти були розширені до значної кількості зір, але багато з оригінальних зір все ще вважаються стандартами класу світності субгігантів. Зорям класу O та зорям, холоднішим за K1, рідко присвоюють класи світності субгігантів.

## Субгігантська гілка

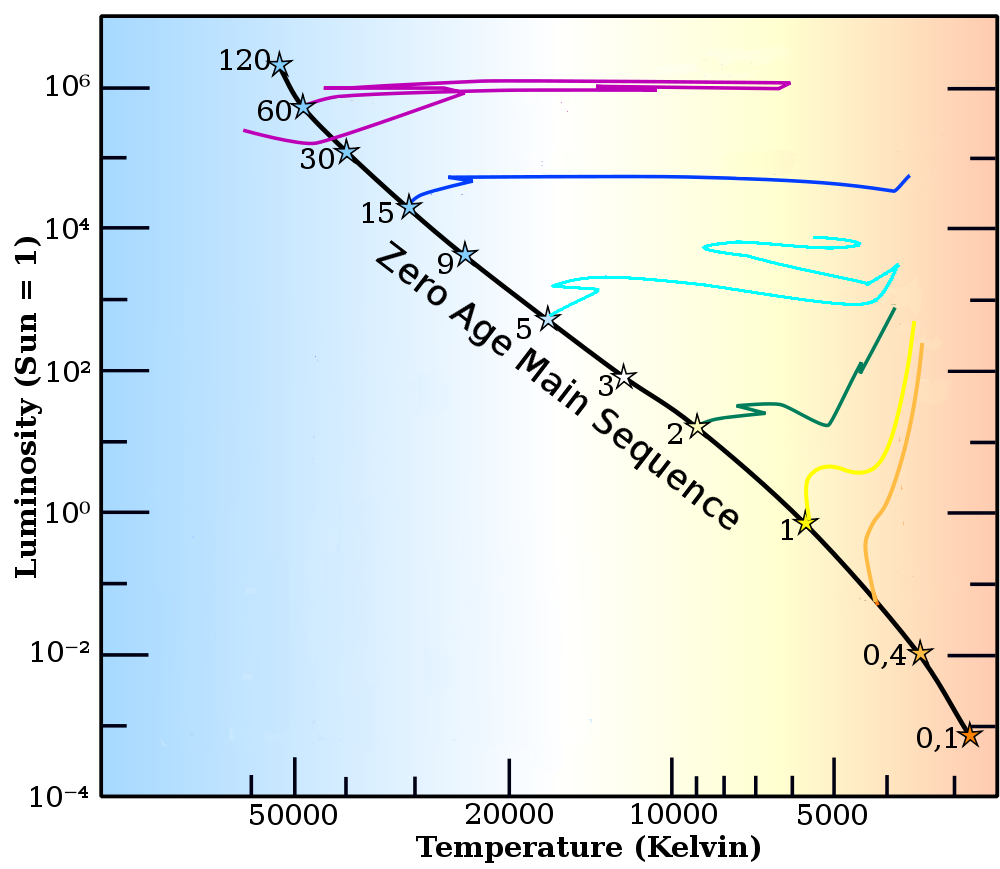
Зоряні еволюційні сліди:
Сліди 5 M☉ показує гак і субгігантську гілку, що перетинає щілину Герцшпрунга
Сліди 2 M☉ показує гачок і виражену субгігантську гілку
Сліди меншої маси показують дуже короткі довготривалі субгігантські гілки.

Гілка субгігантів є етапом еволюції зір від малої до середньої маси. Зорі зі спектральним типом субгігантів не завжди знаходяться на еволюційній гілці субгігантів, і навпаки. Наприклад, зорі ФК Волосся Вероніки і 31 Волосся Вероніки обидві лежать у щілині Герцшпрунга і, ймовірно, є еволюційними субгігантами, але обом часто приписують гігантські класи світності. На спектральну класифікацію можуть впливати металічність, обертання, незвичайні хімічні особливості тощо. Початкові стадії субгігантської гілки у зорі, як Сонце, тривають за часом із невеликими зовнішніми ознаками внутрішніх змін. Один із підходів до ідентифікації еволюційних субгігантів включає такі хімічні речовини, як літій, який виснажується в субгігантах, і потужність коронального випромінювання.
Оскільки частка водню, що залишається в ядрі зорі головної послідовності, зменшується, температура ядра зростає, а отже, швидкість термоядерного синтезу зростає. Це змушує зорі повільно еволюціонувати до вищої світності в міру їх старіння та розширює смугу головної послідовності на діаграмі Герцшпрунга–Рассела.

### 0.4M☉to0.9M☉

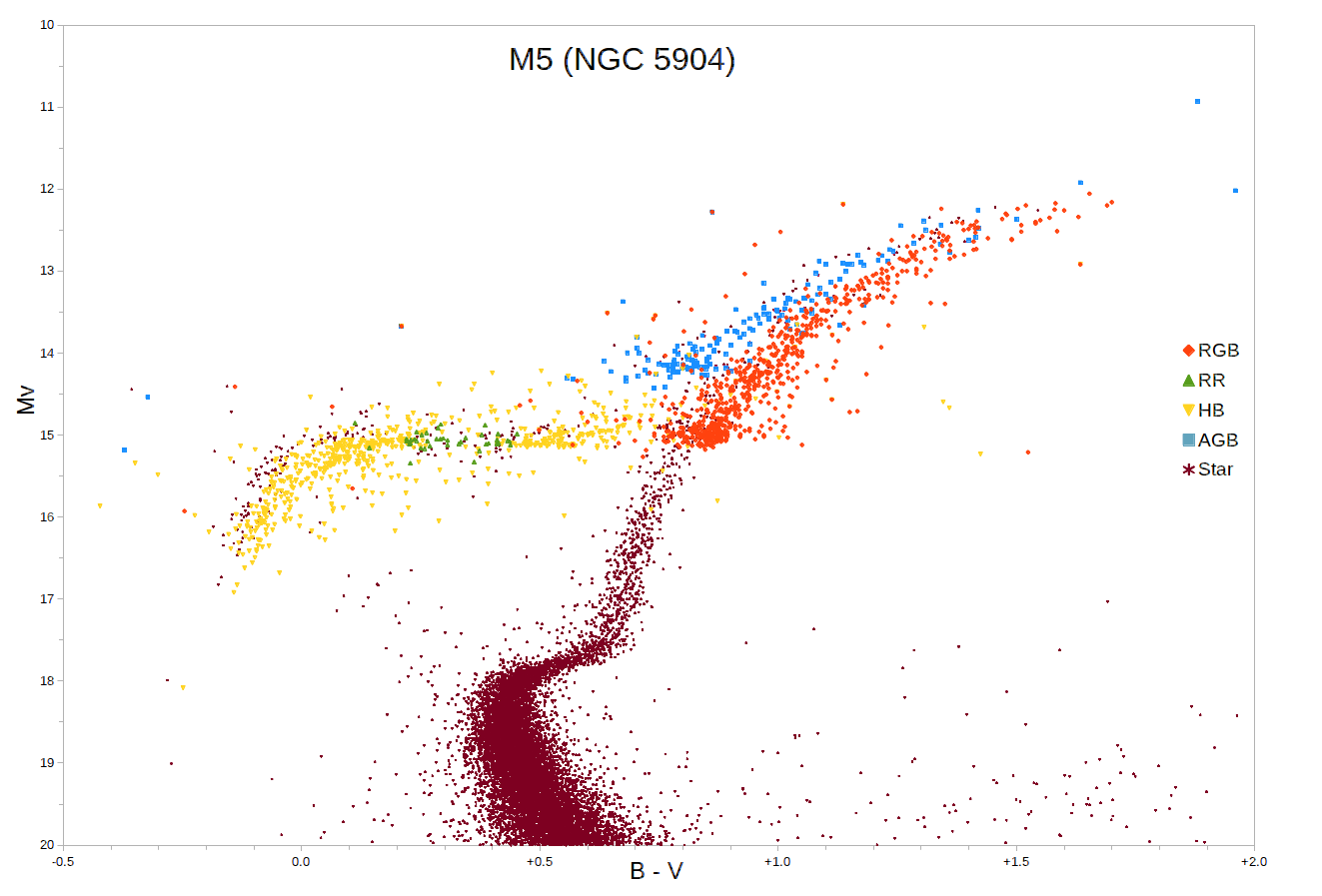
H–R діаграма для кулястого скупчення M5, що показує коротку, але густонаселену субгігантську гілку зір, трохи менших за масив Сонця

Зорі з масою 40 відсотків Сонця і більше мають неконвективні ядра з сильним градієнтом температури від центру назовні. Коли вони виснажують водень у ядрі зорі, воднева оболонка, що оточує центральне ядро, продовжує зливатися без перерви. На даний момент зоря вважається субгігантом, хоча ззовні помітні незначні зміни. Оскільки воднева оболонка, що плавиться, перетворює свою масу на гелій, конвективний ефект відокремлює гелій до ядра, де він дуже повільно збільшує масу неплавленого ядра плазми майже чистого гелію. Коли це відбувається, воднева оболонка злиття поступово розширюється назовні, що збільшує розмір зовнішньої оболонки зорі до розміру субгіганта від двох до десятикратного початкового радіуса зорі, коли вона була на головній послідовності. Розширення зовнішніх шарів зорі до розміру субгіганта майже врівноважує збільшення енергії, що генерується синтезом водневої оболонки, що змушує зорю майже підтримувати температуру поверхні. Це призводить до того, що спектральний клас зорі дуже незначно змінюється в нижній частині цього діапазону маси зорі. Площа субгігантської поверхні, яка випромінює енергію, настільки більша, що потенційна навколозоряна придатна для життя зона, де планетарні орбіти будуть у межах діапазону утворення рідкої води, зсувається набагато далі в будь-яку планетну систему. Площа поверхні кулі дорівнює 4πr 2, тому куля має радіус 2 R☉  вивільнить на 400% більше енергії на поверхні та кулі з 10 R☉  вивільнить 10000% енергії. 
Маса гелієвого ядра нижче <a href="./Межа_Шенберга–Чандрасекара" rel="mw:WikiLink" data-linkid="undefined" data-cx="{&amp;amp;quot;userAdded&amp;amp;quot;:true,&amp;amp;quot;adapted&amp;amp;quot;:true}">межі Шенберга–Чандрасекара</a>, і воно залишається в тепловій рівновазі з водневою оболонкою, що плавиться. Її маса продовжує збільшуватися, і зоря дуже повільно розширюється, коли воднева оболонка мігрує назовні. Будь-яке збільшення виходу енергії з оболонки йде на розширення оболонки зорі, а світність залишається приблизно постійною. Субгігантська гілка цих зір коротка, горизонтальна та густонаселена, як це видно в дуже старих скупченнях.

### Маса1 to 8M☉
Зорі, масивні та більші за Сонце, мають конвективне ядро на головній послідовності. Вони утворюють більш масивне гелієве ядро, займаючи більшу частину зорі, перш ніж вичерпають водень у всій конвективній області. Термоядерний синтез у зірці повністю припиняється, ядро починає стискатися та підвищуватися температура. Вся зоря стискається і підвищує температуру, при цьому випромінювана світність фактично збільшується, незважаючи на відсутність синтезу. Це триває кілька мільйонів років, перш ніж ядро стане достатньо гарячим, щоб запалити водень в оболонці, що призведе до зворотного зростання температури та світності, і зоря почне розширюватися та охолоджуватися. Цей гачок зазвичай визначається як кінець головної послідовності та початок субгігантської гілки в цих зорях.

### Масивні зорі
Понад 8–12 M☉, залежно від металевості, зорі мають гарячі масивні конвективні ядра на головній послідовності внаслідок синтезу циклу CNO. Злиття водневої оболонки та подальше злиття гелію в ядрі починається швидко після виснаження водню в ядрі, перш ніж зоря досягне гілки червоного гіганта. Такі зорі, наприклад перші зорі головної послідовності B, перед тим, як стати надгігантами, мають коротку та вкорочену субгігантську гілку. Під час цього переходу їм також може бути призначений гігантський клас спектральної світності.
У дуже масивних зір головної послідовності класу O перехід від головної послідовності до гігантів і надгігантів відбувається в дуже вузькому діапазоні температур і світності, іноді навіть до завершення синтезу водню в ядрі, і клас субгігантів використовується рідко. Значення поверхневої гравітації, log(g), зір класу O становлять приблизно 3,6 cgs для гігантів і 3,9 для карликів. Для порівняння, типові значення log(g) для зір класу K становлять 1,59 (Альдебаран) і 4,37 (α Центавра B), що залишає багато можливостей для класифікації субгігантів, таких як η Цефея з log(g) 3,47. Приклади масивних зір-субгігантів включають θ 2 Оріона A та первинну зорю δ системи Цирчіні, обидві зорі класу O з масою понад 20 M☉.

### Властивості
У цій таблиці показано типовий час життя на головній послідовності (MS) і субгігантській гілці (SB), а також будь-яку тривалість гака між виснаженням водню в ядрі та початком згоряння оболонки для зір з різною початковою масою, усі при металевості Сонця (Z = 0,02). Також показано масу ядра гелію, ефективну температуру поверхні, радіус і світність на початку та в кінці гілки субгіганта для кожної зорі. Кінець субгігантської гілки визначається, коли ядро вироджується або коли світність починає збільшуватися.
| Маса (M☉) | Приклад       | MS (GYrs) | Гачок (MYrs) | SB (MYrs) | Старт        | Старт     | Старт       | Старт           | Кінець       | Кінець    | Кінець      | Кінець          |
| Маса (M☉) | Приклад       | MS (GYrs) | Гачок (MYrs) | SB (MYrs) | Він Кор (M☉) | T eff (K) | Радіус (R☉) | Яскравість (L☉) | Він Кор (M☉) | T eff (K) | Радіус (R☉) | Яскравість (L☉) |
| --------- | ------------- | --------- | ------------ | --------- | ------------ | --------- | ----------- | --------------- | ------------ | --------- | ----------- | --------------- |
| 0,6       | Lacaille 8760 | 58.8      | N/A          | 5100      | 0,047        | 4,763     | 0,9         | 0,9             | 0,10         | 4634      | 1.2         | 0,6             |
| 1.0       | Сонце         | 9.3       | N/A          | 2600      | 0,025        | 5,766     | 1.2         | 1.5             | 0,13         | 5,034     | 2.0         | 2.2             |
| 2.0       | Сіріус        | 1.2       | 10           | 22        | 0,240        | 7490      | 3.6         | 36.6            | 0,25         | 5,220     | 5.4         | 19.6            |
| 5.0       | Алкаїд        | 0,1       | 0,4          | 15        | 0,806        | 14 544    | 6.3         | 1571,4          | 0,83         | 4,737     | 43.8        | 866,0           |

## Субгіганти на H–R діаграмі

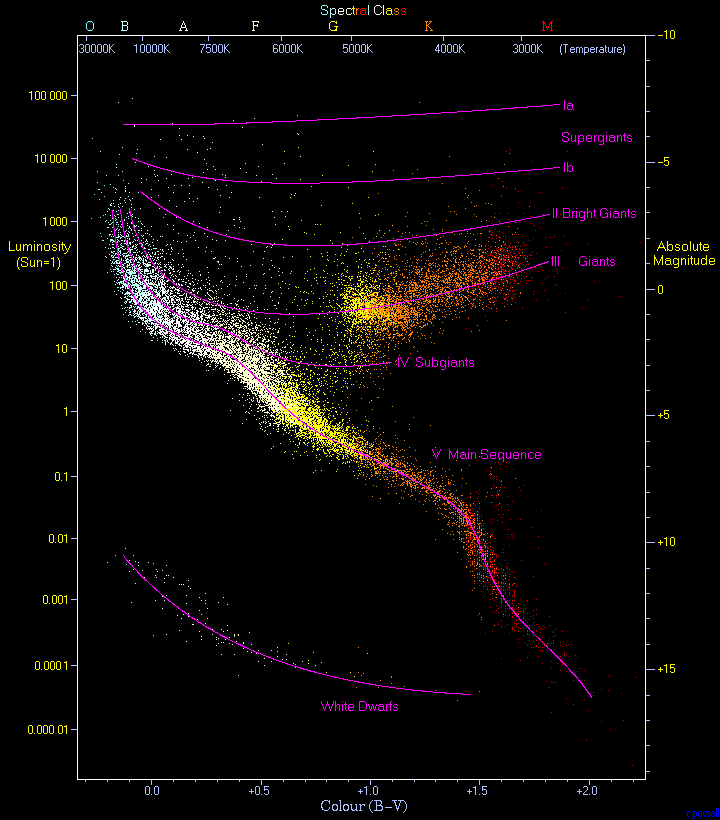
H–R діаграма всього каталогу Гіппаркос

Діаграма Герцшпрунга–Рассела (H–R) — це діаграма розсіювання зір із температурою або спектральним типом на осі абсцис і абсолютною зоряною величиною або світністю на осі у. H–R діаграми всіх зір показують чітку діагональну смугу головної послідовності, яка містить більшість зір, значну кількість червоних гігантів (і білих карликів, якщо спостерігаються досить тьмяні зорі), з відносно невеликою кількістю зір в інших частинах діаграми.

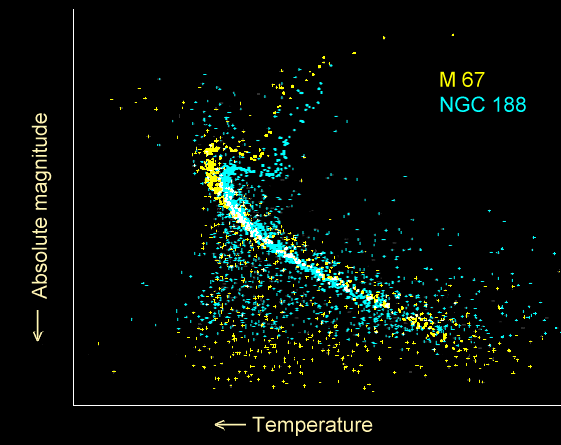
Старі розсіяні скупчення, що демонструють субгігантську гілку між поворотом головної послідовності та гілкою червоного гіганта, з гаком на молодшому повороті M67

Еволюційні шляхи зір можна нанести на діаграму H–R. Для певної маси вони відстежують положення зорі протягом усього її життя та показують шлях від початкового положення головної послідовності вздовж субгігантської гілки до гігантської гілки. Коли діаграма H–R будується для групи зір, усі з яких мають однаковий вік, наприклад, скупчення, субгігантська гілка може бути видимою як смуга зір між точкою повороту головної послідовності та гілкою червоного гіганта. Субгігантська гілка видима, лише якщо кластер достатньо старий, ніж 1–8 M☉Зорі   еволюціонували далеко від головної послідовності, що потребує кількох мільярдів років. Кулясті скупчення, такі як ω Центавра, і старі розсіяні скупчення, такі як M67, є достатньо старими, щоб у них на діаграмах колір-величина була виражена субгігантна гілка. ω Центавра фактично показує кілька окремих субгігантських гілок з причин, які досі не повністю зрозумілі, але, здається, представляють зоряні популяції різного віку в межах скупчення.

## Планети
Планети, що обертаються навколо зір-субгігантів, включають Каппу Андромеди b, Kepler-36 b і c,  і HD 224693 b.